# Калідонський вепр

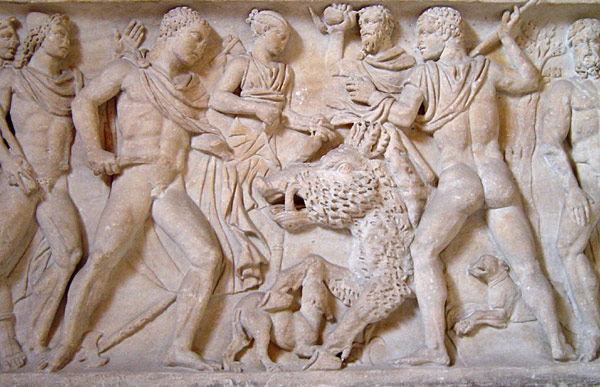
Фрагмент фризу, Музей Ашмола

Калідо́нський вепр (грец. Καλυδώνιος Κάπρος) — злий вепр, що за повелінням Артеміди спустошував лани й сади, вбивав мешканців Калідону (див. Мелеагр). Калідонське полювання на цього вепра, що зібрало багатьох героїв — один з популярних сюжетів давньогрецької міфології.
Одного разу Ойней, ушановуючи богів щедрим офіруванням, забув принести жертву Артеміді. Розгнівана богиня наслала на калідонські поля страшного вепра, який усе пустошив. Щоб убити вепра, зібралися славетні герої Греції: Мелеагр, його дядьки Плексіпп та Евіпп, брати Ід та Лінкей, Діоскури, Тесей, Пейрітой, Адмет, Ясон, Пелей, Іфікл, Амфіарай, Теламон, Ісхепол, Анкей і мисливиця Аталанта, в яку закохався Мелеагр. Коли він убив вепра, між мисливцями вибухнула суперечка про те, хто з них має дістати нагороду переможця — голову й шкуру здобичі. Мелеагр присудив їх Аталанті, оскільки вона перша поранила вепра. У суперечці про нагороду за вбитого звіра Мелеагр убив своїх дядьків Плексіппа та Евіппа, чим викликав гнів матері. За версією, поданою в «Іліаді», через шкуру й голову вепра спалахнула війна між мешканцями етолійського міста Плеврона — куретами і калідонцями.